# Coppa Korać 2000-2001
La Coppa Korać 2000-2001 di pallacanestro maschile venne vinta dall'Unicaja Málaga.

## Risultati

### Turno preliminare
| Squadra 1                 | Totale  | Squadra 2                   | Andata | Ritorno |
| ------------------------- | ------- | --------------------------- | ------ | ------- |
| DJK Würzburg              | 161–116 | Sparta Prague               | 90–57  | 71–59   |
| Prokom Trefl              | 151–150 | Avitos Gießen               | 77–65  | 74–85   |
| Racing Lussembur.         | 171-179 | Herzogtel Trier             | 93-90  | 78-89   |
| Mitteldeutscher           | 138-137 | Albacomp Fehérvár           | 65-69  | 73-68   |
| MOL Szolnoki Olaj         | 180–163 | Pogoń Ruda Śląska           | 110–68 | 70–95   |
| Triglav Kranj             | 140-178 | Atomerőmű                   | 75-84  | 65-94   |
| Slovan                    | 174-130 | Goldene Seiten Kapfenberg   | 89-79  | 85-51   |
| Stahlbau Oberwart Gunners | 182–169 | Mlékárna Kunín              | 88–87  | 95–82   |
| Maccabi Tbilisi           | 134–172 | Hrodna-93                   | 79–101 | 55–71   |
| Sundsvall Dragons         | 40–0    | Honka Playboys              | 20–0   | 20–0    |
| AB Contern                | 149–212 | Bingoal Bree                | 76–79  | 73–133  |
| Donar                     | 142–164 | Athlon Ieper                | 70–88  | 72–76   |
| Landstede Zwolle          | 141–152 | CAB Madeira                 | 67–68  | 74–84   |
| Seixal                    | 133-138 | Telindus Union Mons Hainaut | 83-70  | 50-68   |
| Portugal Telecom          | 184-152 | Vevey Riviera               | 91-79  | 93-73   |
| Etzella                   | 140–192 | BBC Lausanne                | 76–95  | 64–97   |
| Pallacanestro Titano      | 166–192 | Fribourg Olympic            | 80–86  | 86–106  |
| Apollon Limassol          | 40-0    | Cherno More                 | 20-0   | 20-0    |
| AEL Limassol              | 169-178 | Levski Sofia                | 79-84  | 90-94   |
| Kumanovo                  | 158–186 | Yambolgaz 92                | 80–82  | 78–104  |
| Rabotnički                | 133-141 | Igokea                      | 63-71  | 70-70   |
| Sloboda Dita              | 142-126 | Gostivar                    | 81-60  | 61-66   |
| Sava Osiguranje Rijeka    | 172-150 | Brotnjo Čitluk              | 84-79  | 88-71   |
| CSU Pitesti               | 130-209 | Feal Široki                 | 64-91  | 66-118  |
| West Petrom Arad          | 185-148 | Panathinaikos Limassol      | 93-65  | 92-83   |

### Primo turno
| Squadra 1                   | Totale  | Squadra 2                     | Andata | Ritorno |
| --------------------------- | ------- | ----------------------------- | ------ | ------- |
| DJK Würzburg                | 168–184 | Hoop Pekaes Pruszków          | 89-89  | 79-95   |
| Stahlbau Oberwart Gunners   | 55–126  | Prokom Trefl                  | 55-106 | 0-20    |
| Strasbourg                  | 171-151 | Herzogtel Trier               | 80-66  | 91-85   |
| Montecatini                 | 147-142 | Mitteldeutscher               | 72-80  | 75-62   |
| MOL Szolnoki Olaj           | 169–155 | SÜBA Sankt Pölten             | 82-68  | 87-87   |
| Atomerőmű                   | 150-160 | Viola Reggio Calabria         | 79-73  | 71-87   |
| Slovan                      | 162-163 | Telit Trieste                 | 86-69  | 76-94   |
| Opava                       | 170–150 | Kovinotehna Savinjska Polzela | 91-62  | 79-88   |
| Šachtër Irkutsk             | 173–116 | Hrodna-93                     | 97-53  | 76-63   |
| Khimki                      | 167–157 | Sundsvall Dragons             | 86-75  | 81-82   |
| Lokomotiv Mineralnye Vody   | 161–155 | Södertalje Kings              | 76-54  | 85-101  |
| Kouvot                      | 135–150 | Spartak Saint Petersburg      | 72-73  | 63-77   |
| CSKA Sofia                  | 137-201 | Avtodor Saratov               | 75-109 | 62-92   |
| Okapi Aalstar               | 129–150 | Ricoh Astronauts              | 67-85  | 62-65   |
| Athlon Ieper                | 166–136 | Casademont Girona             | 83-70  | 83-66   |
| Telindus Union Mons Hainaut | 128-192 | Unicaja                       | 62-95  | 66-97   |
| Bingoal Bree                | 171–161 | Cholet                        | 77-79  | 94-82   |
| Le Mans                     | 214–162 | CAB Madeira                   | 104-74 | 110-88  |
| Canarias Telecom            | 141-154 | Portugal Telecom              | 66-72  | 75-82   |
| Cáceres                     | 168-151 | Oliveirense                   | 75-67  | 93-84   |
| Lineltex Imola              | 0–40    | BBC Lausanne                  | 0–20   | 0–20    |
| Fribourg Olympic            | 121–148 | Dijon                         | 73-80  | 49-68   |
| Achileas Kaimakli           | 130-198 | Near East                     | 70-106 | 60-92   |
| Hemofarm                    | 150-120 | Apollon Limassol              | 75-50  | 75-70   |
| MZT Skopje                  | 163-174 | NIS Vojvodina                 | 78-81  | 85-93   |
| Yambolgaz 92                | 127–142 | FMP Železnik                  | 65-67  | 62-75   |
| Levski Sofia                | 159-136 | Benston Zagreb                | 90-67  | 69-69   |
| Sava Osiguranje Rijeka      | 173-181 | Turk Telekom                  | 101-92 | 62-89   |
| Igokea                      | 143-148 | Fenerbahçe                    | 78-75  | 65-73   |
| Sloboda Dita                | 147-145 | Galatasaray                   | 70-64  | 77-81   |
| Darussafaka                 | 169-140 | Feal Široki                   | 103-62 | 66-78   |
| West Petrom Arad            | 160-192 | Maccabi Ironi Ramat Gan       | 73-100 | 87-92   |

### Fase a gironi

#### Gruppo A
|    | Squadra            | G | V | P | P.ti |
| -- | ------------------ | - | - | - | ---- |
| 1. | Prokom Trefl Sopot | 6 | 3 | 3 | 9    |
| 2. | Ricoh Astronauts   | 6 | 3 | 3 | 9    |
| 3. | Opava              | 6 | 3 | 3 | 9    |
| 4. | Hoop Pekaes        | 6 | 3 | 3 | 9    |

#### Gruppo B
|    | Squadra                   | G | V | P | P.ti |
| -- | ------------------------- | - | - | - | ---- |
| 1. | Avtodor Saratov           | 6 | 6 | 0 | 12   |
| 2. | Lokomotiv Mineralnye Vody | 6 | 3 | 3 | 9    |
| 3. | Spartak San Pietroburgo   | 6 | 2 | 4 | 8    |
| 4. | Šachtër Irkutsk           | 6 | 1 | 5 | 7    |

#### Gruppo C
|    | Squadra      | G | V | P | P.ti |
| -- | ------------ | - | - | - | ---- |
| 1. | Darüşşafaka  | 6 | 4 | 2 | 10   |
| 2. | Levski Sofia | 6 | 3 | 3 | 9    |
| 3. | Khimki       | 6 | 3 | 3 | 9    |
| 4. | FMP Železnik | 6 | 2 | 4 | 8    |

#### Gruppo D
|    | Squadra        | G | V | P | P.ti |
| -- | -------------- | - | - | - | ---- |
| 1. | Fenerbahçe     | 6 | 5 | 1 | 11   |
| 2. | Hemofarm Vršac | 6 | 4 | 2 | 10   |
| 3. | Türk Telekom   | 6 | 3 | 3 | 9    |
| 4. | NIS Vojvodina  | 6 | 0 | 6 | 6    |

#### Gruppo E
|    | Squadra            | G | V | P | PF  | PS  | P.ti |
| -- | ------------------ | - | - | - | --- | --- | ---- |
| 1. | Near East          | 6 | 4 | 2 | 459 | 484 | 10   |
| 2. | Maccabi Ramat Gan  | 6 | 3 | 3 | 478 | 456 | 9    |
| 3. | Sloboda Dita Tuzla | 6 | 3 | 3 | 459 | 456 | 9    |
| 4. | Montecatini        | 6 | 2 | 4 | 519 | 519 | 8    |

#### Gruppo F
|    | Squadra                  | G | V | P | PF  | PS  | P.ti |
| -- | ------------------------ | - | - | - | --- | --- | ---- |
| 1. | Viola Reggio Calabria    | 6 | 6 | 0 | 581 | 474 | 12   |
| 2. | Telit Trieste            | 6 | 3 | 3 | 542 | 482 | 9    |
| 3. | MOL Szolnoki Olajbanyasz | 6 | 2 | 4 | 428 | 571 | 8    |
| 4. | BBC Lausanne             | 6 | 1 | 5 | 485 | 609 | 7    |

#### Gruppo G
|    | Squadra          | G | V | P | P.ti |
| -- | ---------------- | - | - | - | ---- |
| 1. | Cáceres          | 6 | 5 | 1 | 11   |
| 2. | Dijon            | 6 | 4 | 2 | 10   |
| 3. | Portugal Telecom | 6 | 3 | 3 | 9    |
| 4. | Bingoal Bree     | 6 | 0 | 6 | 6    |

#### Gruppo H
|    | Squadra        | G | V | P | P.ti |
| -- | -------------- | - | - | - | ---- |
| 1. | Unicaja Málaga | 6 | 5 | 1 | 11   |
| 2. | Athlon Ieper   | 6 | 3 | 3 | 9    |
| 3. | Strasbourg     | 6 | 2 | 4 | 8    |
| 4. | Le Mans        | 6 | 2 | 4 | 8    |

### Ottavi di finale
| Team #1                   | Agg.      | Team #2               | Andata | Ritorno |
| ------------------------- | --------- | --------------------- | ------ | ------- |
| Ricoh Astronauts          | 152 - 146 | Avtodor Saratov       | 89-76  | 73-75   |
| Lokomotiv Mineralnye Vody | 146 - 156 | Prokom Trefl Sopot    | 78-71  | 68-85   |
| Levski Sofia              | 166 - 176 | Fenerbahçe            | 87-86  | 79-90   |
| Hemofarm Vršac            | 131 - 129 | Darüşşafaka           | 73-60  | 58-69   |
| Maccabi Ramat Gan         | 193 - 178 | Viola Reggio Calabria | 106-80 | 87-98   |
| Telit Trieste             | 173 - 167 | Near East             | 85-74  | 88-93   |
| Dijon                     | 125 - 149 | Unicaja Málaga        | 68-64  | 57-85   |
| Athlon Ieper              | 166 - 160 | Cáceres               | 83-83  | 83-77   |

### Quarti di finale
| Team #1            | Agg.      | Team #2        | Andata | Ritorno |
| ------------------ | --------- | -------------- | ------ | ------- |
| Ricoh Astronauts   | 162 - 152 | Fenerbahçe     | 93-73  | 69-79   |
| Prokom Trefl Sopot | 113 - 134 | Hemofarm Vršac | 59-64  | 54-70   |
| Maccabi Ramat Gan  | 143 - 162 | Unicaja Málaga | 73-74  | 70-88   |
| Telit Trieste      | 157 - 158 | Athlon Ieper   | 86-74  | 71-84   |

### Semifinali
| Team #1          | Agg.      | Team #2        | Andata | Ritorno |
| ---------------- | --------- | -------------- | ------ | ------- |
| Ricoh Astronauts | 101 - 145 | Unicaja Málaga | 46-59  | 55-86   |
| Hemofarm Vršac   | 135 - 119 | Athlon Ieper   | 71-59  | 64-60   |

### Finale
| Team #1        | Agg.      | Team #2        | Andata | Ritorno |
| -------------- | --------- | -------------- | ------ | ------- |
| Unicaja Málaga | 148 - 116 | Hemofarm Vršac | 77-47  | 71-69   |

| Coppa Korać 2000-2001    |
| ------------------------ |
| Unicaja Málaga 1º titolo |

## Formazione vincitrice
| N° | Naz.                   | Ruolo | Sportivo            |  | Alt. |  |
| -- | ---------------------- | ----- | ------------------- |  | ---- |  |
| 4  | Belgio (bandiera)      | P     | Jean-Marc Jaumin    |  |      |  |
| 5  | Spagna (bandiera)      | G     | Berni Rodríguez     |  |      |  |
| 6  | Croazia (bandiera)     | AP    | Veljko Mršić        |  |      |  |
| 7  | Stati Uniti (bandiera) | AG    | Darren Phillip      |  |      |  |
| 8  | Stati Uniti (bandiera) | AG    | Danya Abrams        |  |      |  |
| 9  | Spagna (bandiera)      | G     | Paco Vázquez        |  |      |  |
| 10 | Spagna (bandiera)      | P     | Carlos Cabezas      |  |      |  |
| 11 | Spagna (bandiera)      | G     | Francis Perujo      |  |      |  |
| 12 | Spagna (bandiera)      | C     | Kenny Miller        |  |      |  |
| 13 | Francia (bandiera)     | C     | Frédéric Weis       |  |      |  |
| 14 | Francia (bandiera)     | P     | Moustapha Sonko     |  |      |  |
| 15 | Slovacchia (bandiera)  | AC    | Richard Petruška    |  |      |  |
|    | Spagna (bandiera)      | G     | Jon Cortaberría     |  |      |  |
|    | Spagna (bandiera)      | C     | Ernesto de la Torre |  |      |  |
|    | Spagna (bandiera)      | G     | Fran Robles         |  |      |  |
|    | Jugoslavia (bandiera)  | All.  | Božidar Maljković   |  |      |  |